# 非对映异构
| 同樣是差向異構體的非对映异构体 | 同樣是差向異構體的非对映异构体 |
| ------------------------------ | ------------------------------ |
|                                |                                |
|                                |                                |
| D-蘇糖                         | D-赤蘚糖                       |

非对映异构（英文：Diastereomerism）是指属于立体异构但不属于对映异构的所有同分异构现象，所涉及的异构体称为非对映异构体，简称非对映体。它们包括顺反异构体、构象异构体、内消旋化合物和具有非对映关系的光学异构体。狭义地讲，非对映异构体仅包含具有一个或多个手性中心但不互为镜像关系的化合物。
通常情况下，这些化合物不仅旋光性质不相同，而且很多物理性质和化学性质也不相同。这也是不对称合成中拆分对映异构体时所使用的原理。生成的非对映异构体可通过色谱或重结晶分离。

## 順式（syn） / 反式（anti）
當兩個中心之間的單鍵可以自由旋轉時，順式（cis）/反式（trans）描述符變得無效。用於區分開鏈分子中 sp3 雜化鍵上的非對映異構體的兩個廣泛接受的前綴是順式（syn） 和反式（anti）。即使基團沒有連接到相鄰碳原子，該描述符也能起作用。無論序列優先級如何，它也能正常工作。 Syn 描述了同一面上的組，而 anti 描述了相反面上的組。該概念僅適用於鋸齒形投影。描述符僅描述相對立體化學而不是絕對立體化學。所有異構體都相同。

## 赤式（erythro）/ 蘇式（threo）
仍然常用於區分非對映異構體的兩個較舊的前綴是赤式和蘇式。當以費歇爾投影式繪製醣的分子結構時，赤式異構體在同一側有兩個相同的取代基，而在蘇式異構體，相同的取代基則分別在兩側。 當畫成之字形鏈時，赤型異構體在平面的不同側具有兩個相同的取代基（反）。這些名稱源自非對映體四碳醛糖赤蘚糖（一種糖漿）和蘇糖（熔點 126 °C）。由於赤式 / 蘇式異構體的定義會導致相互矛盾的解釋，所以不建議在醣類領域之外使用這些前綴。
另一種蘇式化合物是必需氨基酸之一的蘇氨酸（正式IUPAC名為 (2S,3R)-2-氨基-3-羥基丁酸），其赤型非對映異構體稱為別蘇氨酸。
|                                                 |
| 蘇式：L-蘇氨酸 (2S,3R) 及 D-蘇氨酸 (2R,3S)      |
|                                                 |
| 赤式：L-別蘇氨酸 (2S,3S) and D-別蘇氨酸 (2R,3R) |

## 多個立體中心
如果一個分子包含兩個不對稱中心，則最多有四種可能的構型，並且它們不可能都是彼此不可疊加的鏡像。隨著更多的立體中心被添加到分子中，不同異構體的可能性繼續增加。通常，分子的立體異構體數量可以通過計算 2n 來確定，其中 n = 分子中手性中心的數量。這不適用於分子具有內消旋形式的情況。內消旋化合物是包含立體中心的分子，但具有內部對稱平面，使其可以疊加在其鏡像上。這些等效構型不能被視為非對映異構體。
對於 n = 3，有八種立體異構體，並可分為四對對映異構體：R,R,R和S,S,S； R,R,S 和 S,S,R； R,S,S 和 S,R,R；及 R,S,R 和 S,R,S。除了自身的對映異構體之外，由於這些構型中的每一個相對於所有其他構型都是非對映異構體（例如，R,R,R；R,S,R 和 R,S,S 均是 R,R,S 的非對映異構體），所以非對映異構體對的數目會比對映異構體對多。對於 n = 4，有十六種立體異構體，或八對對映體。戊醛糖的四對對映體和己醛糖的八對對映體（五碳糖和六碳糖的子集）就是以這種方式不同的化合物組的例子。

## 範例
|                                         |                         |              |
| (天然) 酒石酸： L-(+)-酒石酸 右旋酒石酸 | D-(−)-酒石酸 左旋酒石酸 | 內消旋酒石酸 |
| (1:1) DL-酒石酸 "外消旋酒石酸"          |                         |              |